# Albert De Gryse
Albert Joseph Désiré Jean De Gryse (Wevelgem, 17 maart 1911 - Roeselare, 3 december 1996) was een Belgisch politicus voor de CVP, die onder meer minister was.

## Levensloop
Hij was de zoon van Honoré De Gryse en Esther Van Haverbeke. Hij trouwde in 1936 met Gertrude Huys van Brugge en het echtpaar had twee zonen (Eric en Ludovic).
Van 1922 tot 1928 volgde De Gryse de Latijn-Griekse humaniora in het Sint-Amandscollege van Kortrijk, waarna hij van 1928 tot 1930 filosofie aan het Klein Seminarie van Roeselare studeerde. In 1930 ging hij studeren aan de Katholieke Universiteit Leuven, waar hij in 1936 tot doctor in de rechten en licentiaat in het notariaat promoveerde. Van 1933 tot 1935 was hij voorzitter van het Hoogstudentenverbond voor Katholieke Actie.
Hij vestigde zich als advocaat bij de balie van Kortrijk. In 1969-1970 was hij er stafhouder. Bovendien was hij van 1938 tot 1947 voorzitter van de School voor Maatschappelijke Assistenten in Roeselare, van 1939 tot 1947 rechtskundig bijzitter bij de werkrechtersraad in Tielt, vanaf 1946 voorzitter van de NCMV-afdeling van Roeselare en ondervoorzitter van de NCMV-afdeling van het arrondissement Roeselare, van 1951 tot 1966 beheerder en van 1967 tot 1984 voorzitter van de Bank van Roeselare en West-Vlaanderen en beheerder van de Vormingsinstituten voor KMO's in West-Vlaanderen.
Eind jaren 1930 werd De Gryse politiek actief bij de Katholieke Vlaamse Volkspartij: van 1937 tot 1940 was hij secretaris van het KVV-bestuur van het arrondissement Roeselare. Na de Tweede Wereldoorlog werd hij actief in de CVP en vanaf 1945 was hij voorzitter van de CVP-afdeling van Roeselare.
Van 1946 tot 1971 was hij Kamerlid voor de CVP in het arrondissement Roeselare-Tielt, behorende tot de middenstandsvleugel in die partij. In 1954-1960 was hij lid van de Kamercommissie Grondwetsherziening en van 1958 tot 1960 was hij secretaris van de Kamer. Van 1966 tot 1971 was hij voorzitter van de Kamercommissie Justitie. Van 3 september 1960 tot 27 maart 1961 was hij bovendien minister-onderstaatssecretaris van Posterijen, Telegraaf en Telefoon in de Regering-G. Eyskens III. Van 1961 tot 1972 was hij daarnaast ook nog lid van het Europees Parlement, waar hij in 1969-1970 ondervoorzitter was.
In de Kamer zette hij zich in om de gevolgen van de Repressie in te dijken. Hij spande zich vooral in om de verzachting van al te zware straffen te verkrijgen en voor de teruggave van burgerrechten. In 1949 diende hij een wetsvoorstel in dat de minister van Justitie de bevoegdheid wilde geven om in bepaalde gevallen kwijtschelding of vermindering te verlenen van de door de rechtbank opgelegde schadevergoedingen. Na lange discussies werd zijn wetsvoorstel in 1960 goedgekeurd. Daarnaast zette hij zich ook in voor de vernederlandsing van de magistratuur en de rechtsbedeling. Ook maakte hij in de CVP deel uit van de Groep der Acht, acht parlementsleden die binnen de partij ijverden voor een scherper communautair profiel en was hij buiten het parlement promotor van verschillende Vlaamsgezinde initiatieven.
Hij werd op 7 december 1996 begraven, na een uitvaartdienst in de Sint-Michielskerk van Roeselare.